# تامی واکر (بازیکن فوتبال، زاده ۱۹۱۵)
تامی واکر (انگلیسی: Tommy Walker (footballer, born 1915)؛ ۲۶ مهٔ ۱۹۱۵ – ۱۱ ژانویهٔ ۱۹۹۳) بازیکن فوتبال و مربی اهل اسکاتلند بوده است.
وی سابقه بازی در تیم‌های باشگاه فوتبال هارت آف میدلوتیان و باشگاه فوتبال چلسی و ۲۱ بازی و ۹ گل ملی برای تیم ملی فوتبال اسکاتلند دارد.